# União Nacional Futebol Clube
União Nacional Futebol Clube é uma agremiação esportiva da cidade de Macaé, estado do Rio de Janeiro, fundada a 24 de abril de 1946.

## História

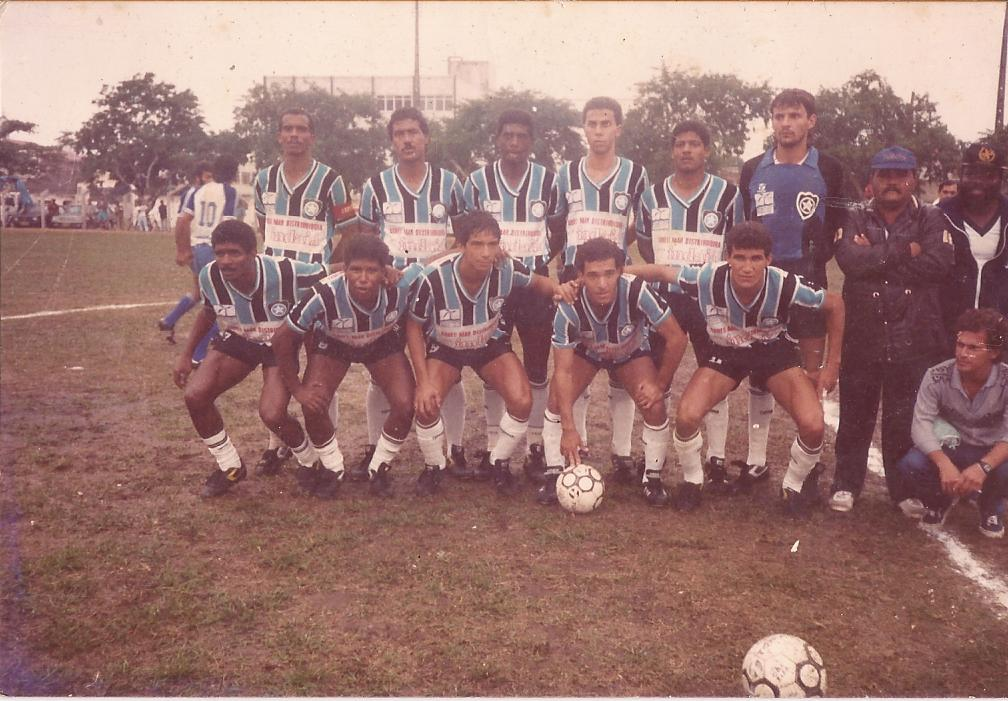
União Nacional, campeão da Terceira divisão em 1988

Foi criado na década de 40 por um grupo de ferroviários. Trata-se do primeiro clube da cidade a tornar-se profissional, em 1987. No ano anterior sagrara-se campeão macaense ao vencer o São Miguel, de Quissamã. Em 1987, conquista a Taça Cidade de Macaé ao bater o Carapebus Esporte Clube.
Clube das cores azul, branco e preto, conquistou em 1988, o seu único título oficial, o da Terceira Divisão de Profissionais do Estado do Rio de Janeiro. Inicialmente vestia as cores azul e branco, quando disputava a Liga Amadora de Macaé. A partir de 1988 adota as cores semelhantes do Grêmio Foot-Ball Porto Alegrense. Teve a iniciativa do quarteto Luiz Carneiro, os irmãos Salvador e Gilberto Batista e Antônio Pinto de Carvalho, o "Penetra". O goleiro Barri, os zagueiros Totonho e Gilberto, os meias Luciano Leandro, Douglas Mota e Luciano Lamoglia, e os atacantes Dias e Chico Explosão foram os destaques.
Após brilhar em 88, conquistando o título inédito e invicto da Terceirona, o União Nacional esteve muito perto da elite do futebol fluminense, mas foi atrapalhado com a interdição do estádio Expedicionário, sendo obrigado a disputar um quadrangular final contra Volta Redonda Futebol Clube, Campo Grande Atlético Clube e Associação Atlética Portuguesa, em Rio das Ostras.

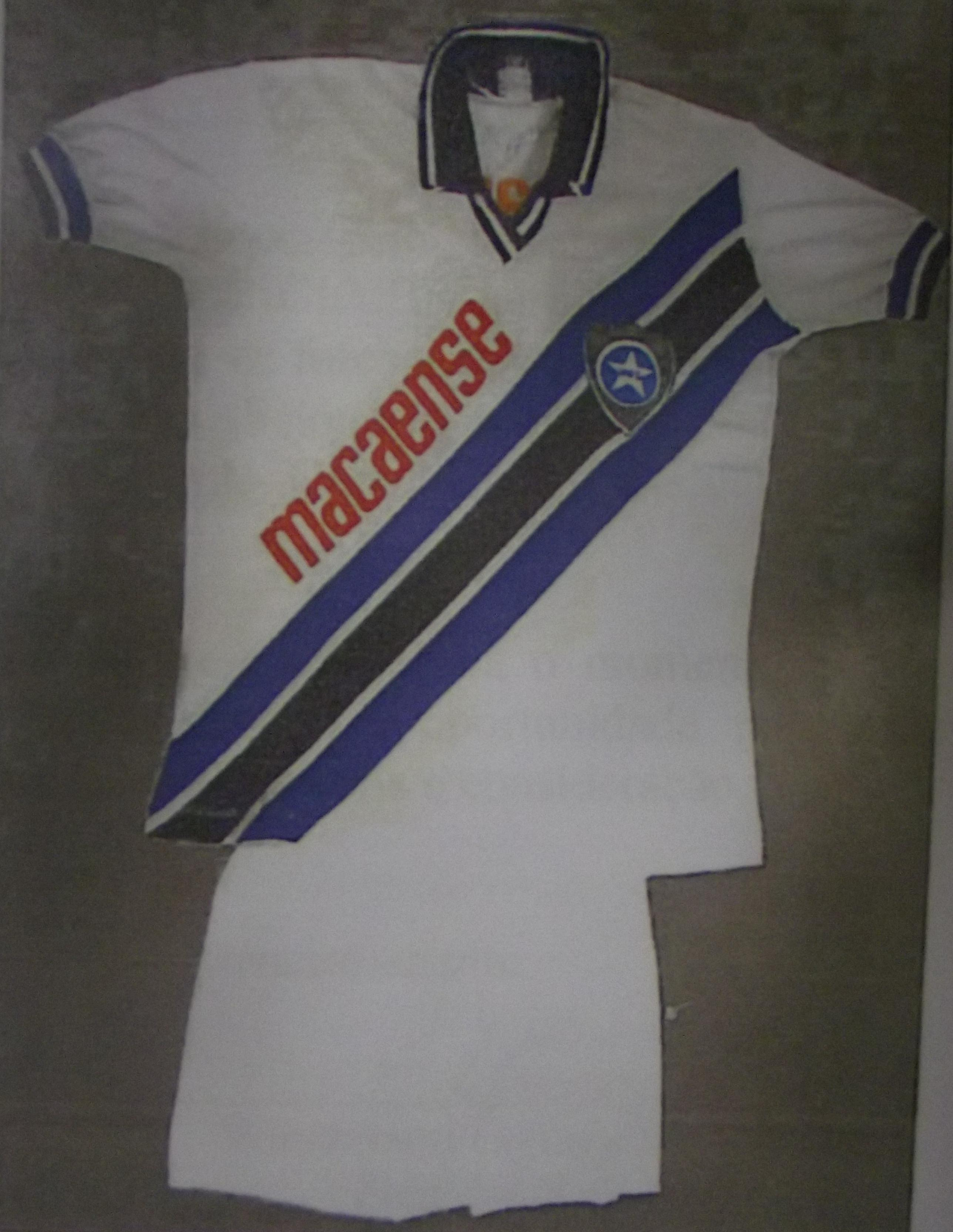
Uniforme reserva

Em 1991, participa da primeira edição da Taça do Estado do Rio de Janeiro, mais conhecida como (Copa Rio). O torneio foi dividido em dois grupo: Capital "A" com respectivamente: Flamengo, Vasco da Gama, Fluminense e Botafogo; no Interior "A": Americano Futebol Clube, União Nacional Futebol Clube, Itaperuna Esporte Clube e Associação Desportiva Cabofriense. A final foi disputada entre Flamengo e Americano. O clube rubro-negro venceu em Campos por 1 a 0 e a decisão no Maracanã por 3 a 0. Depois de vencer a Cabofriense numa virada espetacular por 3 a 2, o time macaense foi outra vez prejudicado pela arbitragem, e acabou empatando com o Americano em 1 a 1. Naquele jogo, Eduardo Viana, o "Caixa D'Agua, estava grudado no alambrado do Expedicionário. O União Nacional ficou em terceiro lugar no seu grupo.
Em 1992, uma nova diretoria resolveu trocar a denominação para União Macaé Esporte Clube, mantendo no entanto as cores do uniforme e a data de fundação. A partir daí o clube perdeu o controle administrativo, passou a acumular inúmeros fracassos dentro de campo e fora dele só arranjou dividas com os credores. Apesar disso, o clube faz boa campanha na Copa Rio, grupo do interior, ao ficar em segundo lugar, atrás somente do Americano Futebol Clube, superando Paduano Esporte Clube, Goytacaz Futebol Clube, Olympico Futebol Clube, Itaperuna Esporte Clube e Associação Atlética Cabofriense.
Devidos a inúmeros fracassos somados, além de dívidas com os credores, o União Macaé fechou o seu departamento de futebol em 1995. O clube viria a ser refundado com o nome de Associação Esportiva Macaé Barra Clube, a 19 de novembro de 1994, através de uma fusão com o Barra Futebol Clube, agremiação fundada a 1 de maio de 1938, com as cores azul e branco. Contudo, problemas extra-campo culminaram com o fechamento de seu departamento de futebol, encerrando completamente as atividades. O seu antigo estádio deu origem ao atual Cláudio Moacyr de Azevedo. Em 1997, o clube ainda chegou a disputar a Copa Rio, mas ficou na última colocação.
Em 1999, houve um interesse na volta ao futebol profissional, mas a exigência por parte da FFERJ de uma nova taxa de filiação, de 150.000 reais inviabilizou completamente os planos. Os dirigentes acreditavam que apenas a taxa de refiliação, a qual custava 15.000 reais seria suficiente.

## Jogadores Históricos
- Cadu
- Pesão
- Roger Macaé (Rogerinho)
- Tampinha
- Luciano Lamoglia
- Leandro
- Douglas Mota - Ex América RJ
- Dalvim
- Renatinho (homenagem póstuma)
- Barri
- Flaubert Machado

## Técnicos
- Ivo Marinho
- Totonho

## Títulos
| Estaduais  | Estaduais                       | Estaduais | Estaduais         |
|            | Competições                     | Títulos   | Temporadas        |
| ---------- | ------------------------------- | --------- | ----------------- |
|            | Campeonato Carioca - 3ª divisão | 1         | 1988              |
| Municipais |                                 |           |                   |
|            | Competições                     | Títulos   | Temporadas        |
|            | Citadino de Macaé               | 1         | 1986, 1974 (vice) |
|            | Taça Cidade de Macaé            | 1         | 1987              |